# Hiram Tuttle
Hiram Tuttle (n. 22 decembrie 1882, Dexter⁠(d), Maine, SUA – d. 11 noiembrie 1956, Fort Riley⁠(d), Comitatul Riley, Kansas, SUA) a fost un sportiv ce a reprezentat Statele Unite ale Americii, medaliat olimpic. A participat la 2 ediții ale Jocurilor Olimpice (1932, 1936) în care a câștigat două medalii de bronz.